# Мечеть Набі Хабіль

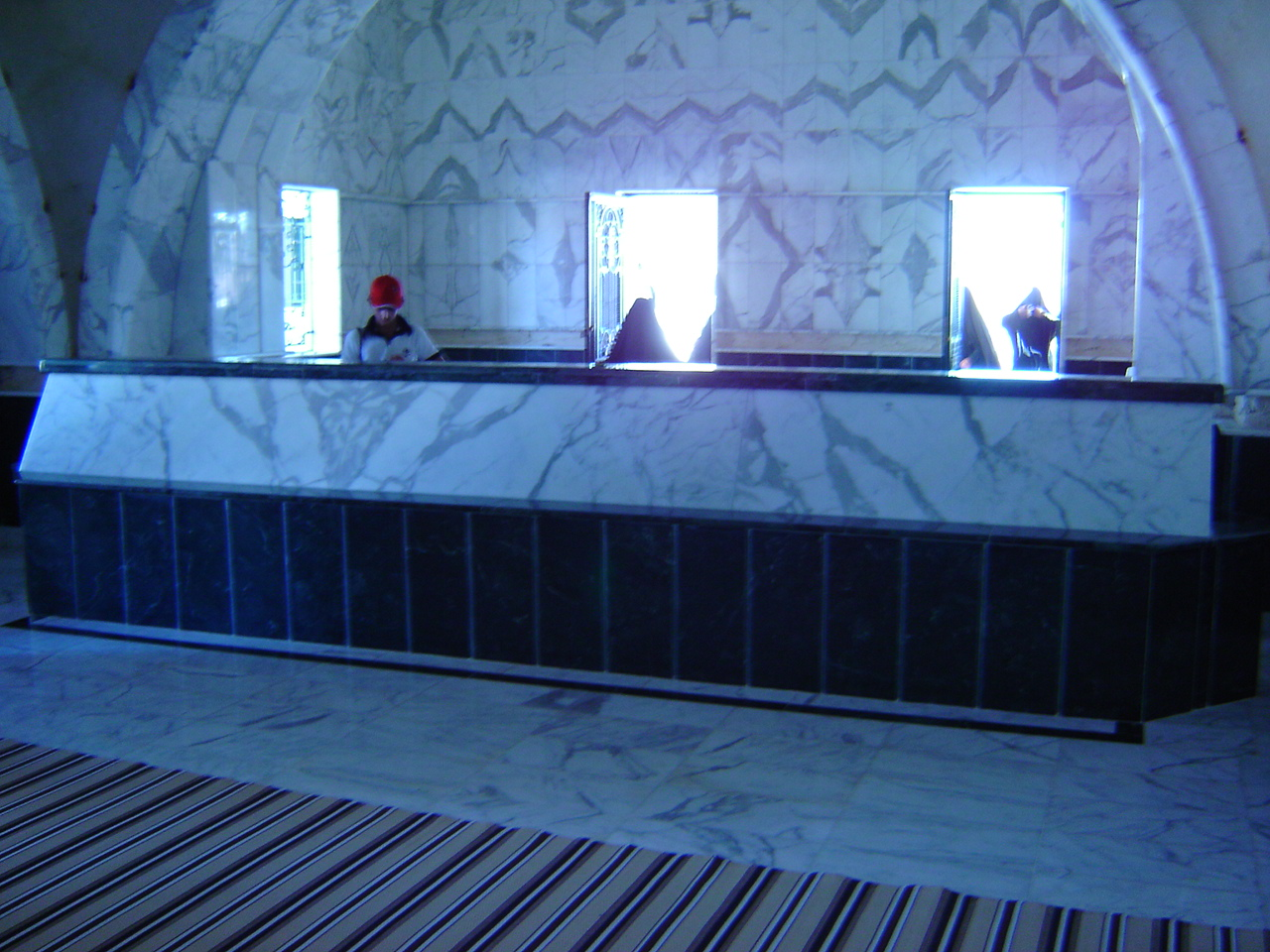

Мечеть Набі Хабіль — шиїтська мечеть-мавзолей за 50 км на південь від Дамаска, в районі Забадани.
Усередині мечеті знаходиться 7-метровий саркофаг, шанований мусульманами та друзами як могила Авеля (араб. هابیل  Хабіль), сина Адама. Дата побудови - 1599.